# Chaetanthera gnaphalioides
Chaetanthera gnaphalioides là một loài thực vật có hoa trong họ Cúc. Loài này được I.M.Johnst. mô tả khoa học đầu tiên năm 1929.